# Ich suche Dich
Ich suche Dich (en alemany: T'estic buscant) és una pel·lícula alemanya rodada en 1956 i dirigida i protagonitzada per Otto Wilhelm Fischer, que també va escriure el guió a partir de l'obra Jupiter Laughs d'A. J. Cronin. Part dels exteriors de la pel·lícula foren rodats al castell de Seeleiten a Murnau (Baviera).

## Repartiment
- O. W. Fischer - Dr. Paul Venner
- Anouk Aimée - Francoise Maurer
- Nadja Tiller - Gaby Brugg
- Otto Brüggeman - Dr. Brugg
- Paul Bildt - Dr. Drews
- Peter-Timm Schaufuß - Dr. Durchgutt
- Hilde Wagener - Senior Nurse Fanny
- Robert Meyn - Appel
- Ursula Herion - Jenny
- Anton Tiller - Baron Greiler
- Eva Klein-Donath - Frau Konsulin
- Hermann Erhardt - Patient Forster
- Franziska Liebing - Frau Forster
- Harriet Geßner - Nurse Anna

## Premis
- Fou guardonada amb la Conquilla de plata del Festival Internacional de Cinema de Sant Sebastià 1957 i el Premi OCIC.[2]
- Otto Wilhelm Fischer va guanyar el premi al millor actor estranger a les Medalles del Cercle d'Escriptors Cinematogràfics de 1959.[3]